# Txornozemne
Txornozemne (en (ucraïnès): Чорноземне, en rus: Чернозёмное) és un poble de la República Autònoma de Crimea a Ucraïna, que el 2014 tenia 801 habitants. Pertany al districte rural de Sovetski. Fins al 1948 el municipi es deia Novi Kerleüt.